# JICST-E
JICST-E und JICST-EPlus sind öffentliche, kostenpflichtige bibliographische Datenbanken in englischer Sprache, die vom Department of Intellectual Property Integration der Japan Science and Technology Agency (JST) in Tokio produziert und über Datenbank-Hosts zugänglich gemacht werden. Vor der Gründung des JST und von 1976 an wurde die Datenbank vom Japan Information Center for Science and Technology (JICST) in Tokio nebst vielen anderen Datenbanken hergestellt und vertrieben. Seit 1985 wurde die Datenbank JICST-E über das JICST Online Information System (JOIS) auch Nutzern außerhalb Japans zugänglich gemacht. 
In diesen Literaturdatenbanken wird die in Japan veröffentlichte Literatur, speziell auch graue Literatur, aus vielen Bereichen der Wissenschaft, Technologie und Medizin, unter anderem aus den Bereichen Architektur, Ernährungswissenschaften, Umwelttechnik und Raumfahrttechnik, in englischer Sprache bibliographisch festgehalten. Die bibliographischen Datensätze, die neben Autor, Titel und vielem mehr auch Zusammenfassungen der Texte enthalten, werden speziell für diese Datenbank aus der japanischen in die englische Sprache übersetzt, wobei jede Woche ca. 12.000 neue Einträge hinzukommen. Ausgewertet werden preprints, technische Reporte, Bücher und Monographien, Tagungsberichte, Zeitschriftenartikel, Dissertationen und Newsletter. Die ältesten Einträge der Datenbank stammen aus dem Jahr 1985. Die Einträge stammen auch aus anderen japanischen Datenbanken, z. B. JICST File on Science and Technology (File 010) und dem JICST File on Medical Science in Japan (File 050).
Zugang zu der Datenbank JICST-E erlangt man über den Datenbank-Host SAGE Publications.